# Frontière
Pour les articles homonymes, voir Frontière (homonymie).

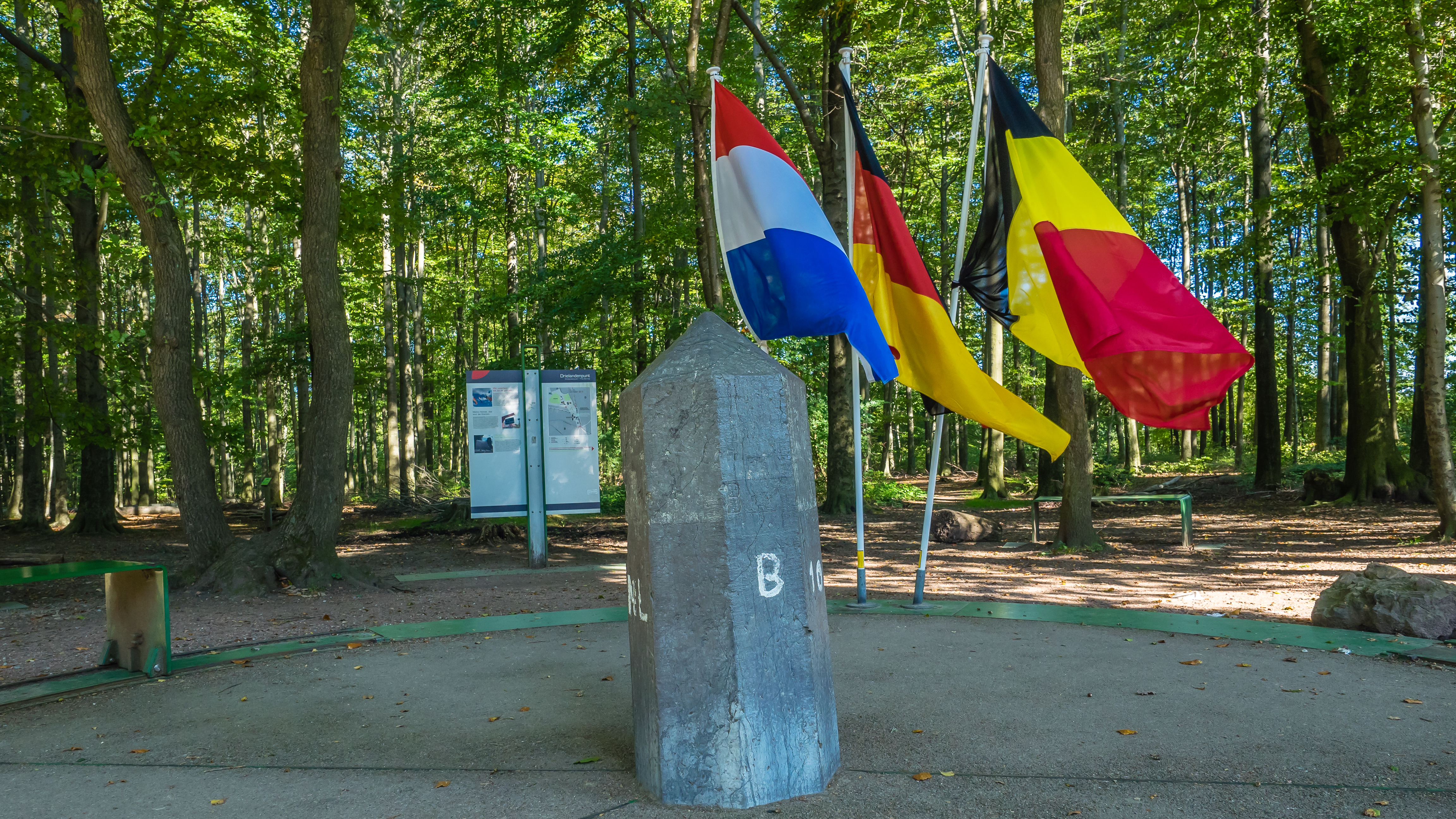
Le tripoint de Vaalserberg entre les Pays-Bas, la Belgique et l'Allemagne.

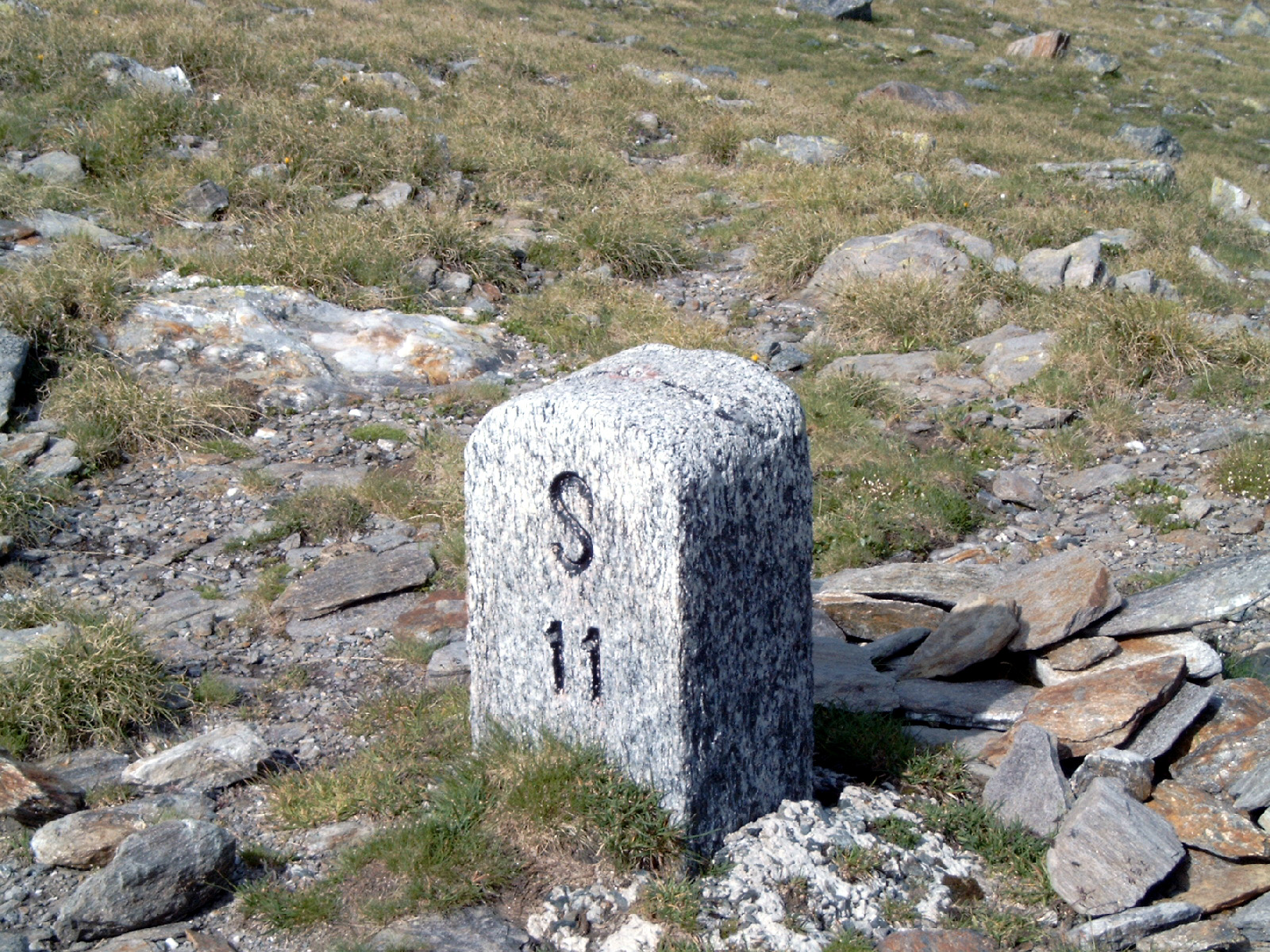
Borne frontière à Passo San Giacomo entre Val Formazza en Italie et Val Bedretto en Suisse.

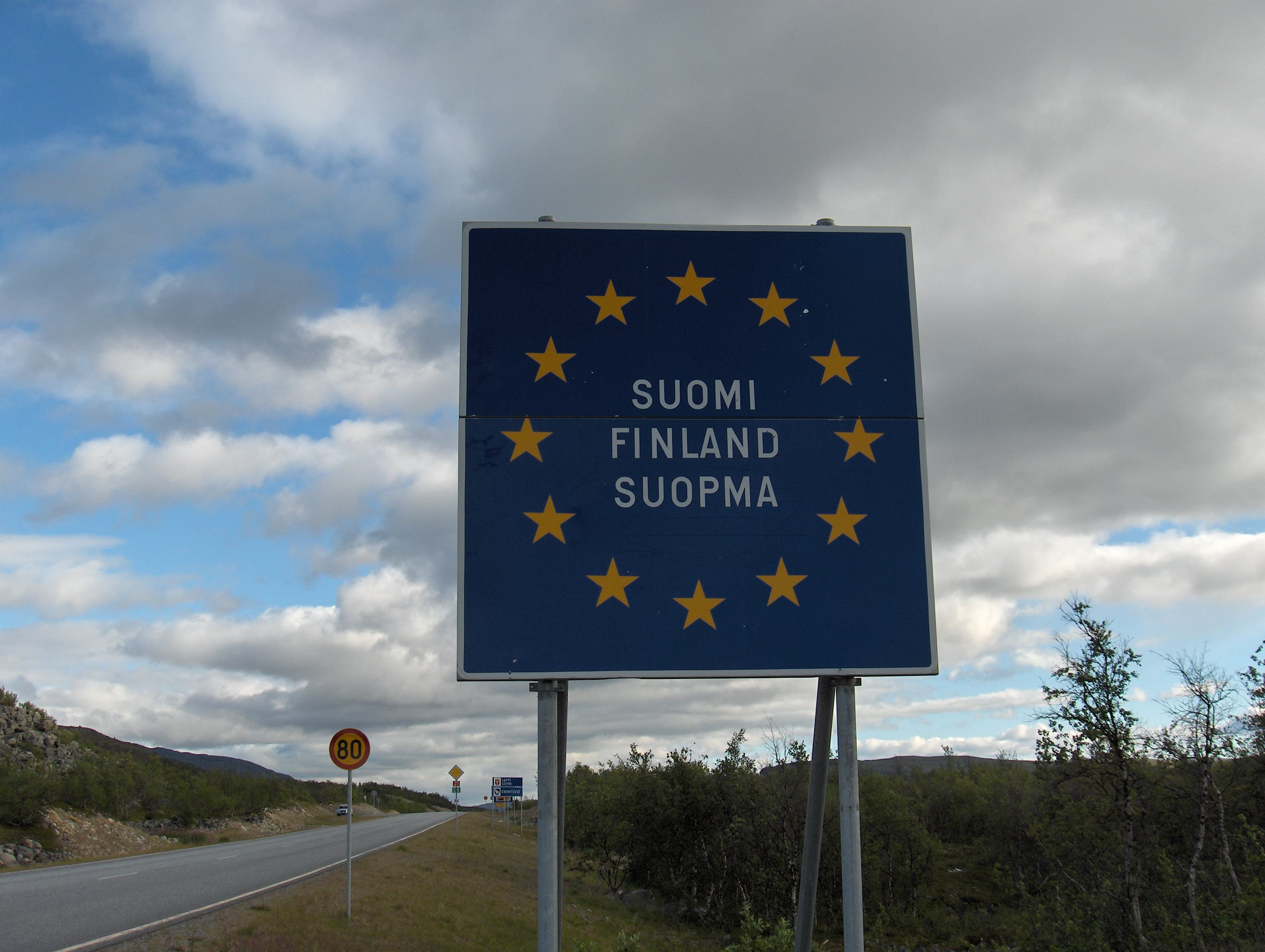
Panneau trilingue (finnois, suédois et same) marquant une frontière Schengen intérieure près de Kilpisjärvi (Finlande).

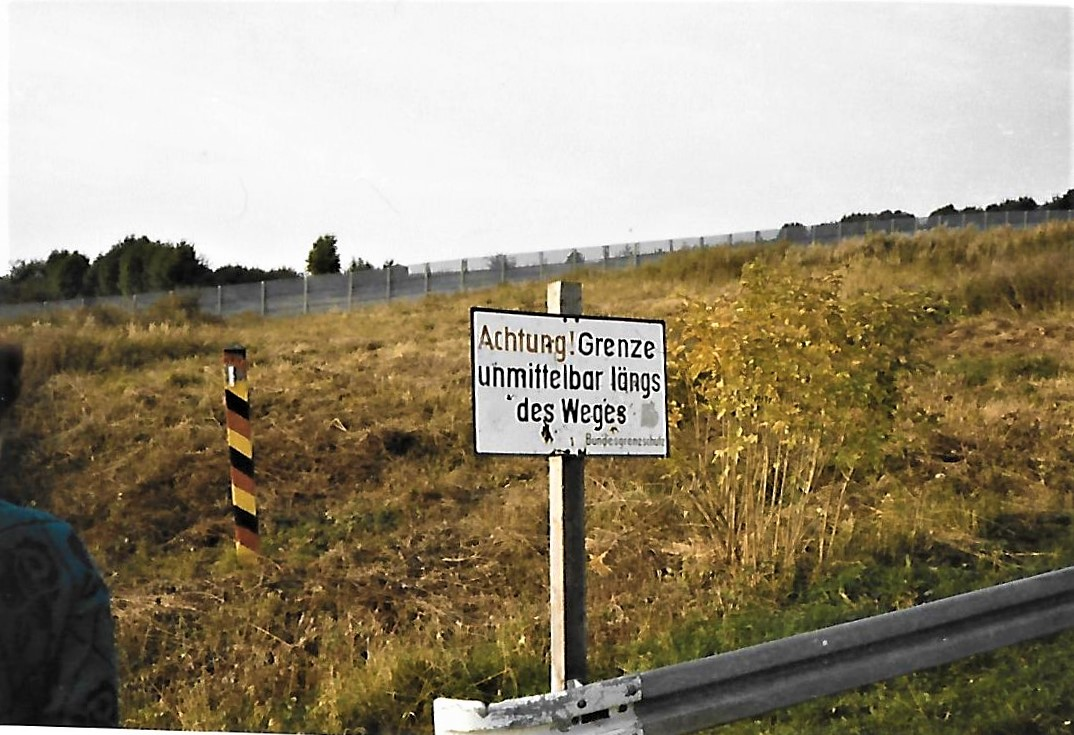
Frontière entre la RFA et la RDA en 1982.

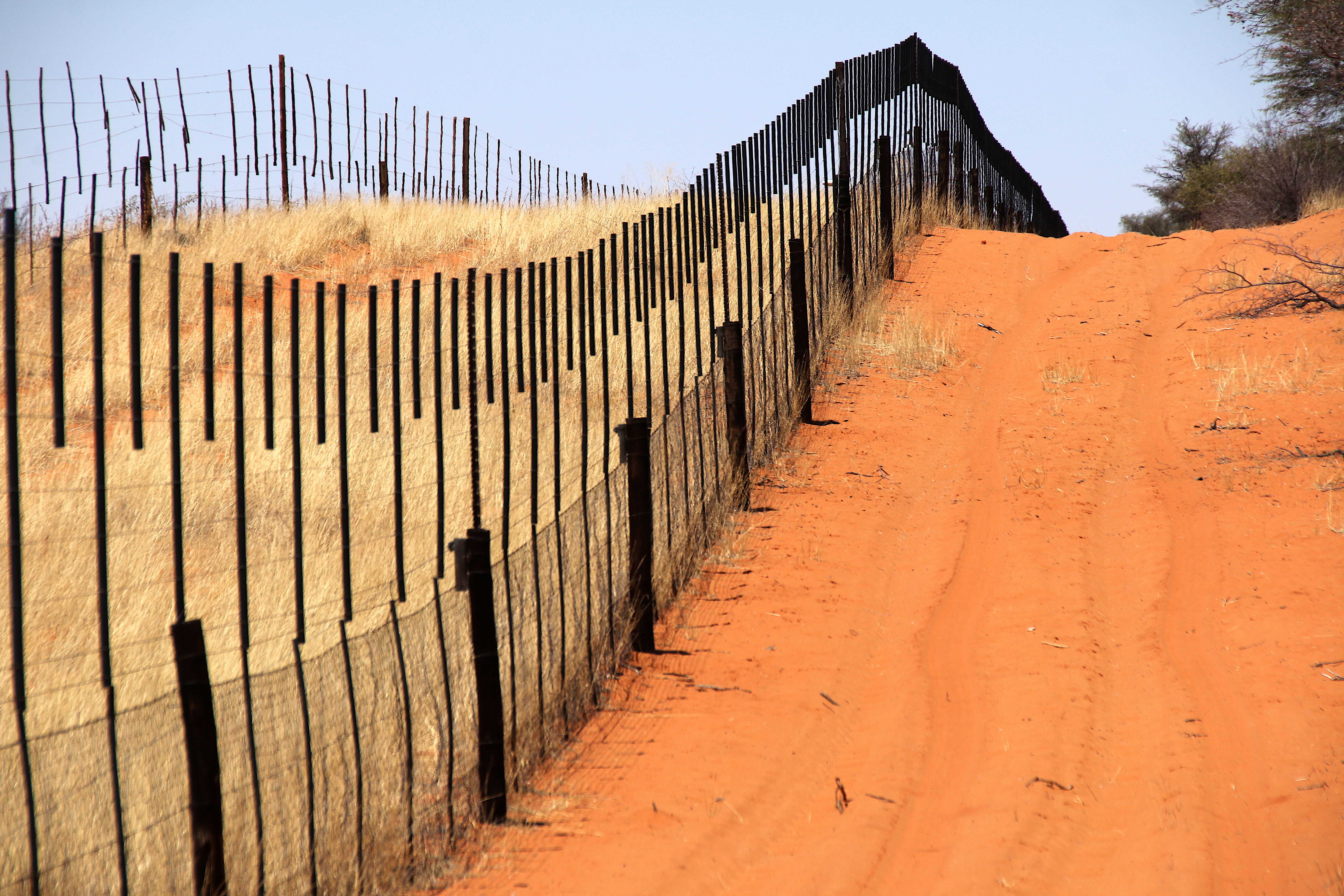
Double clôture frontalière entre la Namibie et le Botswana (2018) ; le phénomène d'engrillagement contribue à l'augmentation de la fragmentation écopaysagère

Une frontière est un espace d'épaisseur variable, de la ligne imaginaire à un espace particulier, séparant ou joignant deux territoires, en particulier deux États souverains. Les fonctions d'une frontière peuvent fortement varier suivant les régions et les périodes. Entre les pays de l'espace Schengen, elle n'est qu'une limite politique et juridique ne faisant pas obstacle à la circulation des personnes et des biens, alors qu'entre les deux Corées, elle est matérialisée par une large bande surveillée militairement et son franchissement est très restreint,,.
Le sens attribué au mot « frontière » a évolué tout au long de l'histoire de l'humanité, et il n'a pas été le même d'une époque à l'autre. Différentes notions entrent dans son champ qui concernent un spectre aussi large que l'histoire, la sociologie, l'anthropologie, le droit international public ou la science politique par exemple. Le terme de frontière est marqué par un symbolisme fort, basé sur des connotations telles que barrière ou jonction. Dans le système international actuel, qui se caractérise par la coexistence d'environ 200 États, le nombre de frontières actuelles doit être également multiplié par centaines. D'un autre côté, la notion d'un monde « sans frontières » fait son apparition.
Selon Lucien Febvre, le mot « frontière » apparaît en français au XIIIe siècle. C'est alors un « adjectif dérivé de front », pour la « zone-frontière » on utilisait le mot « fins », la ligne était la « borne » ou la « limitation ». Au XVIe siècle, le mot « frontière » prend son sens actuel.

## Étymologie
Le substantif féminin,, frontière est dérivé,, avec le suffixe -ière, de front,, au sens militaire. Frontière est attesté, en ancien français, dès le XIIIe siècle : selon le Trésor de la langue française informatisé, sa première occurrence connue se trouve dans les Faits des Romains avec le sens de « front d'une armée ». Frontière est ensuite attesté, avec le sens de « place fortifiée faisant face à l'ennemi » dans un acte daté d'octobre 1292. Mais la définition de frontière comme « ligne conventionnelle marquant la limite d'un État, séparant les territoires de deux États limitrophes » paraît être plutôt issue de pays de frontière (« partie d'un pays limitrophe d'un autre ») que résultant de la substantivation de [place, ville] frontière.

## Frontière nationale moderne

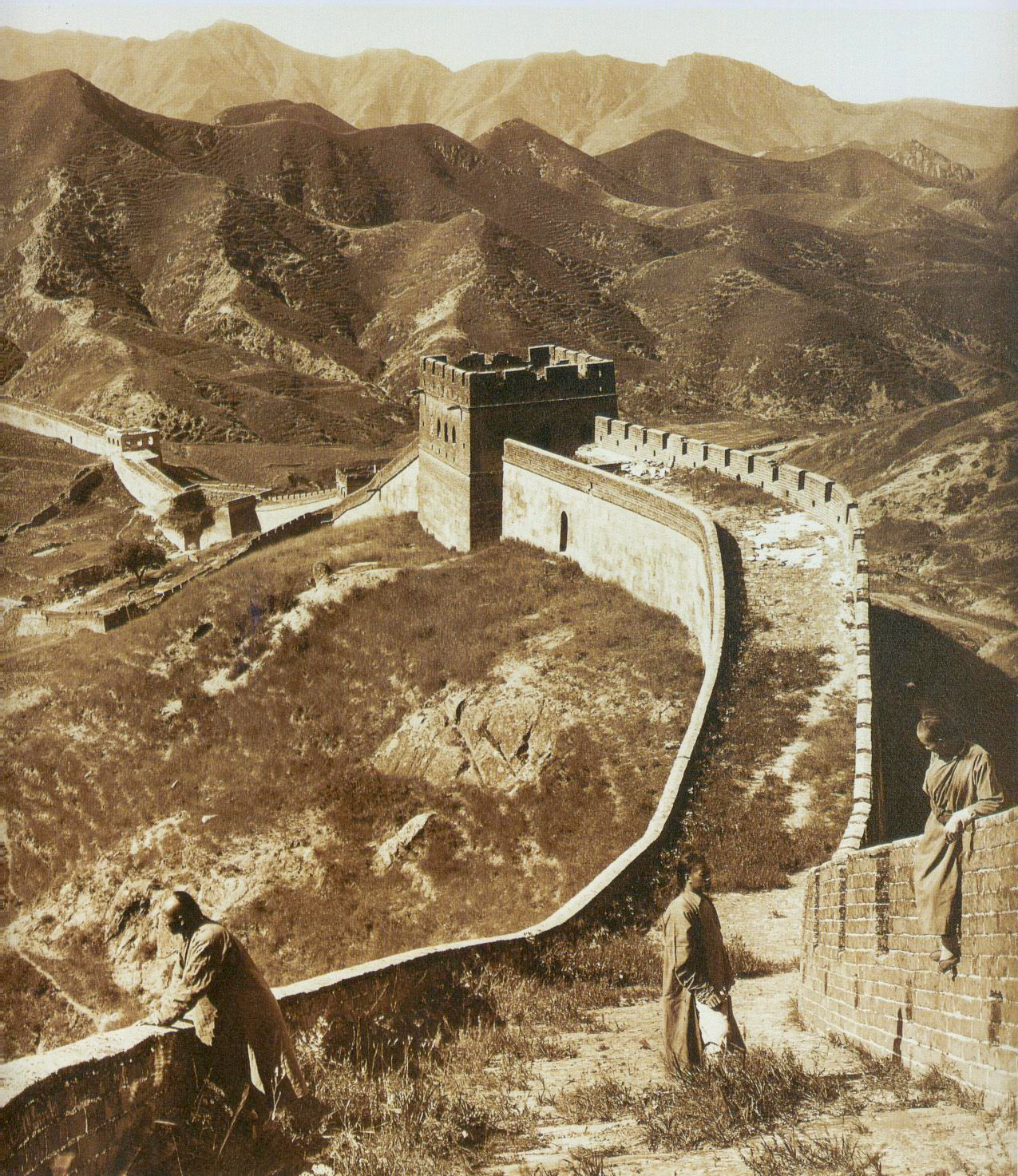
La Grande Muraille de Chine.

La frontière territoriale est aujourd'hui considérée comme une ligne définie, marquant la séparation entre deux territoires relevant de juridictions différentes. La frontière est un objet juridique. In abstracto, elle est la configuration institutionnalisée de la partie d'espace où l'État exerce son autorité souveraine territoriale, son contrôle effectif et coercitif. Elle distingue des pouvoirs étatiques aux niveaux géographiques et politiques (limite territoriale). In concreto, elle est constituée en droit par plusieurs éléments cumulatifs et complémentaires. Les frontières sont des intentions politiques, traduites en dispositions juridiques, cartographiées sous la forme linéaire continue ou discontinue, produites d'un processus technique de détermination, inscrites matériellement ou projetées virtuellement dans le milieu naturel, aux fonctions juridiques de différenciation territoriale et étatique et dont les modalités d'application peuvent prendre des formes particulières de contrôle et d'assujettissement. Toutefois, la notion de frontière précise et intangible, n'a pas toujours existé. Dans de nombreuses régions et à des époques diverses, les limites de frontières n'étaient pas définies avec précision.

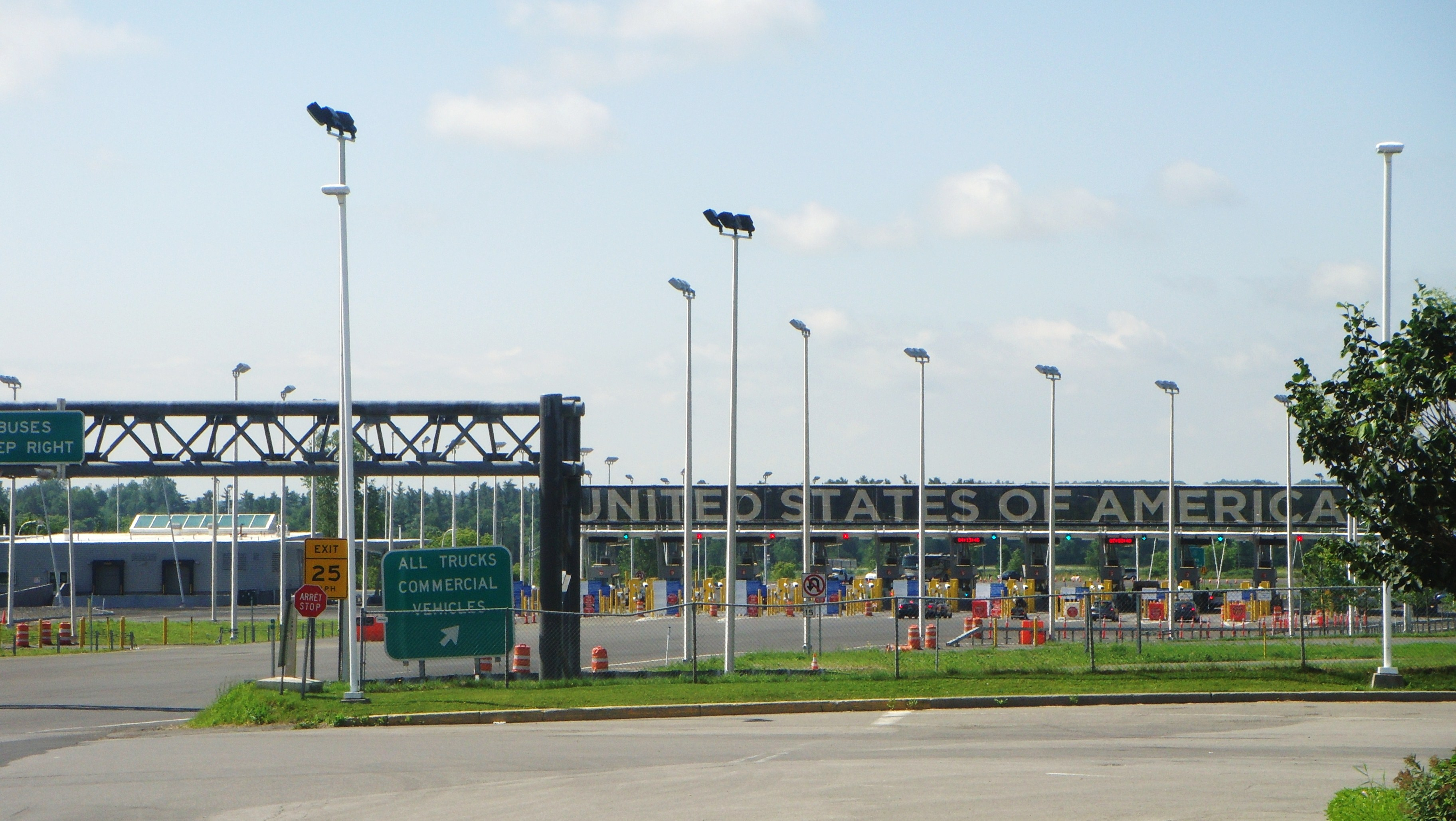
Poste frontière à Saint-Bernard-de-Lacolle (Québec), l'un des plus fréquentés entre les États-Unis et le Canada.

La notion de frontière au sens actuel, qui succède à celle de confins, est associée au développement de l'État moderne, tel qu'il s'est développé en Europe à partir des XIIIe et XIVe siècles. À cette époque, des pouvoirs étatiques centraux se réaffirment. Le Prince impose des lois et des impôts sur un territoire bien délimité. La notion prend tout son sens avec l'apparition du modèle westphalien, issu des traités de Westphalie (1648). Progressivement, les progrès de la cartographie permettent aux dirigeants de mieux prendre conscience de leur territoire et de mieux le contrôler. Avec la Révolution française l'idée prend une intensité nouvelle : les révolutionnaires veulent donner à la France un territoire unifié et précisément délimité, et supprimer toutes les enclaves et exclaves qui compliquent le dessin du territoire national. Le territoire national doit être linéaire et les frontières intérieures abolies.
L'idée de créer des limites précises, permettant de clarifier les situations juridiques s'impose progressivement dans les régions sous contrôle européen. Toutefois, dans les faits, la définition exacte de toutes les frontières nationales ne se fait qu'à long terme : de nombreux États n'avaient toujours pas déterminé avec précision les limites de leurs territoires à la fin du XXe siècle.

## Facteurs ayant déterminé le tracé actuel des frontières

### Rapports de force
Les frontières internationales sont un concept du droit international qui défend leur intangibilité ; elles ne peuvent être modifiées que par un accord entre les États ou une décision de la justice internationale. Elles n'en sont pas moins, dans leur genèse et à titres divers, le produit de rapports de force. Elles sont en grande partie le produit de l'avancée des armées et des calculs stratégiques de la part des puissances politiques.
Au XIXe siècle, pour Friedrich Ratzel, considéré comme le précurseur de la géopolitique, les États les plus dynamiques s'étendent aux dépens des plus faibles. Des lois naturelles analogues à celle de la biologie décident du développement des États : « L'État subit les mêmes influences que toute vie. Les bases de l'extension des hommes sur la terre déterminent l'extension de leurs États. […] Les frontières ne sont pas à concevoir autrement que comme l'expression d'un mouvement organique et inorganique ».
En 1938, le géographe français Jacques Ancel, spécialiste des Balkans, s'oppose à ces théories de la « frontière juste et naturelle », qui fixent des frontières de civilisations. Il définit les frontières comme une production humaine, reflets des groupements étatiques. Pour les étudier, il s'intéresse donc à ce qu'elles enserrent. Après avoir défini des typologies de frontières et nié au passage la capacité des « sociétés primitives » à en produire, il en vient à proposer de les considérer comme « un isobare politique qui fixe, pour un temps, l’équilibre entre deux pressions ; équilibre de masses, équilibre de forces ».
Le rôle des rapports de force est crucial dans la formation des frontières, mais il peut se manifester de diverses manières. Il peut s'agir directement de la confrontation de deux puissances voisines, par exemple lorsque Napoléon annexe l'Italie du Nord. Il peut s'agir aussi du produit de calculs stratégiques plus complexes. Cela est particulièrement vrai dans les régions dominées par des puissances distantes. L'Afrique fut ainsi pour l'essentiel « partagée » entre États européens à la fin du XIXe siècle en fonction des rapports de force qui existaient en Europe. La situation est un peu différente dans les cas où deux États faisaient partie d'un même ensemble colonial, comme l'Empire colonial espagnol où les frontières ont été révisées après les indépendances.

### Volonté des peuples

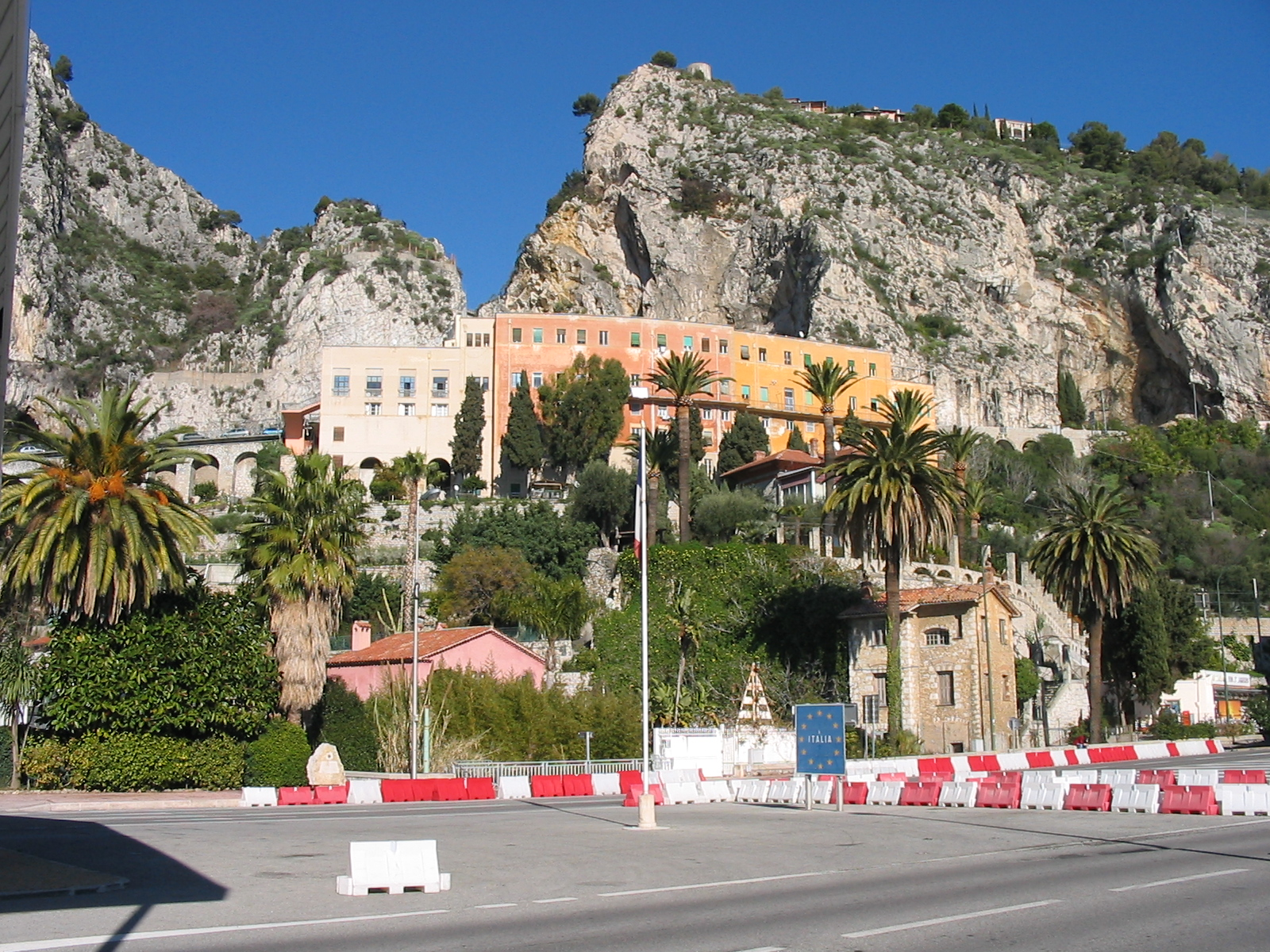
Poste frontière franco-italien à Menton.

La majorité des frontières mondiales a été tracée sans demander l'avis des populations locales. Leur seul choix est de « voter avec ses pieds », c'est-à-dire d'émigrer, lorsqu'ils rejettent la nouvelle souveraineté. Cependant, à partir de la Révolution française essentiellement naît l'idée de l'État-nation, selon laquelle les limites étatiques doivent correspondre au territoire d'un peuple. Dans les faits, c'est surtout depuis la Première Guerre mondiale, que le droit à l'autodétermination est devenu un principe structurant du système politique mondial, du moins au point de vue théorique. Sous la pression américaine, la carte de l'Europe fut redessinée en 1918-1919 pour mieux prendre en compte le principe des nationalités. Dans certaines zones au statut indécis, un référendum auprès de la population locale est prévu par le traité de Versailles.
La dissolution de l'Empire austro-hongrois destinée à remplacer un empire multinational par des États-nations a donné naissance à des États multinationaux plus petits :
- la Yougoslavie était peuplée de Serbes, de Bosniaques, de Croates, de Slovènes et de Macédoniens sans compter des minorités albanaises, hongroises, roumaines et italiennes ;
- la Tchécoslovaquie (dont le nom lui-même indique la multinationalité) était peuplée de Tchèques, de Slovaques, de Ruthènes, de Hongrois, d'Allemands et de Polonais.

En effet, le principe de l'État-nation s'est parfois révélé difficile à mettre en œuvre sur le plan pratique. Dans certaines régions, il n'a pas été possible de créer des États-nations homogènes. Les signataires des traités de l'après-Première Guerre mondiale se sont trouvés confrontés aux raisons pour lesquelles ces populations n'avaient justement pas d'État-nation : les populations y étaient très diverses et imbriquées sur des territoires non viables économiquement par eux-mêmes.
Une autre stratégie a été adoptée pour atténuer les dissensions au sujet des frontières : non plus faire correspondre les frontières aux nationalités mais à la géographie et à la complémentarité économique, avec l'espoir de créer un sentiment national dans des entités étatiques aux contours a priori arbitraires. C'est un peu la stratégie adoptée par l'Organisation de l'unité africaine en déclarant intangibles les frontières héritées de la période coloniale (résolution de l'OUA adoptée en 1964 au Caire). Si un sentiment national semble s'être progressivement créé dans des pays africains[réf. nécessaire], des tensions indépendantistes subsistent de par le monde chez des populations qui ne se reconnaissent pas dans l'État auquel elles sont rattachées.

### Géographie physique
Les géographes ont aujourd'hui abandonné l'idée, très forte en France au XIXe siècle selon laquelle, les États avaient vocation à être délimités par des données physiques. À grande échelle cependant, on constate que beaucoup de frontières actuelles suivent les données de la géographie physique. Cela s'explique par plusieurs raisons :
Les reliefs ou les cours d'eau offrent des possibilités défensives importantes et ont souvent été utilisés pour construire des fortifications.
Plus radicalement, des accidents géographiques particulièrement visibles permettent de légitimer l'existence de frontières, voire d'être lus comme des signes permettant de délimiter l'extension d'un État. C'est la “doctrine” des « frontières naturelles » exprimée le 13 janvier 1793 par Danton à la tribune de la Convention nationale. « Les limites de la France sont marquées par la nature, nous les atteindrons des quatre coins de l'horizon, du côté du Rhin, du côté de l’Océan, du côté des Alpes. Là doivent finir les bornes de notre République ». Les discontinuités naturelles toutefois ne se superposent pas nécessairement avec les limites ethnographiques et culturelles (les Basques par exemple habitent de part et d'autre des Pyrénées) et la théorie des frontières naturelles a été très critiquée au XXe siècle, mais elle a eu une grande influence sur le tracé des frontières.
Les données physiques ont en outre l'avantage d'être préexistantes et intangibles, et donc de faciliter le travail de délimitation. On remarque en ce sens que les frontières d'Amérique du Sud, situées généralement dans des régions très peu peuplées, ont souvent un support hydrographique. Dans le même esprit, des lignes géométriques, souvent des méridiens ou des parallèles, ont été utilisées pour tracer des frontières. C'est le cas dans le Sahara ou dans le nord-ouest des États-Unis.
De nombreuses frontières cependant n'ont pas de justification physique évidente, celle entre la France et la Belgique ou l'Italie et la Suisse par exemple. C'est généralement un signe que ces frontières ont une longue histoire.

## Frontières de l'espace aérien
L'espace aérien est la projection verticale des frontières nationales d'un État.
Le droit de l'espace extra-atmosphérique est géré par le traité de l'espace. Néanmoins, la limite verticale entre l'espace aérien et l'espace extra-atmosphérique n'a jamais été définie par une convention internationale. Ce serait probablement 100 km, qui définit la limite de l'espace selon la Fédération aéronautique internationale.

## Frontières maritimes
Depuis la Convention des Nations unies sur le droit de la mer (1982) dite de Montego Bay, les frontières maritimes ont la particularité d'être définies selon des règles uniformes qui s'appliquent en droit à tous les États. Elles sont directement corrélées à la possession des territoires terrestres, îles et littoraux. Elles ont comme caractéristiques de n'être pas abornées, mais simplement définies de façon théorique.
Pour Georges Labrecque, « La frontière maritime internationale est 1) une ligne de jure, 2) délimitée consensuellement 3) entre deux États 4) aux fins explicites de délimiter les zones de chevauchement 5) dans lesquelles ils exercent ou entendent exercer respectivement 6) leur souveraineté, leur juridiction exclusive et/ou leurs droits souverains 7) au-delà du territoire terrestre et 8) jusqu’aux limites reconnues par le droit international ».

### Eaux territoriales
On reconnaît aux États un droit de pleine souveraineté sur les eaux territoriales qui s'étendent sur douze milles marins à partir de la laisse de basse mer. Cette zone est considérée comme partie intégrante du territoire national. Les navires étrangers y ont cependant un droit de passage innocent et de poser des câbles sous-marins. Jusqu'à la Seconde Guerre mondiale, cette limite était fixée à trois milles des côtes (limite de la portée des canons au XVIIIe siècle).
Lorsque deux États sont séparés par un détroit inférieur à vingt-quatre milles, la frontière est la ligne équidistante de côtes.

### Zone économique exclusive
Jusqu'à deux cents milles des côtes, l'État possède une zone économique exclusive (ZEE), dans lequel il a un droit de gestion des ressources. Dans certaines régions, ces règles ne peuvent être appliquées car la mer est trop étroite. C'est le cas, par exemple, en Méditerranée. Au-delà des deux cents milles se trouve la haute mer, propriété collective de l'humanité.

## Contrôle de la frontière

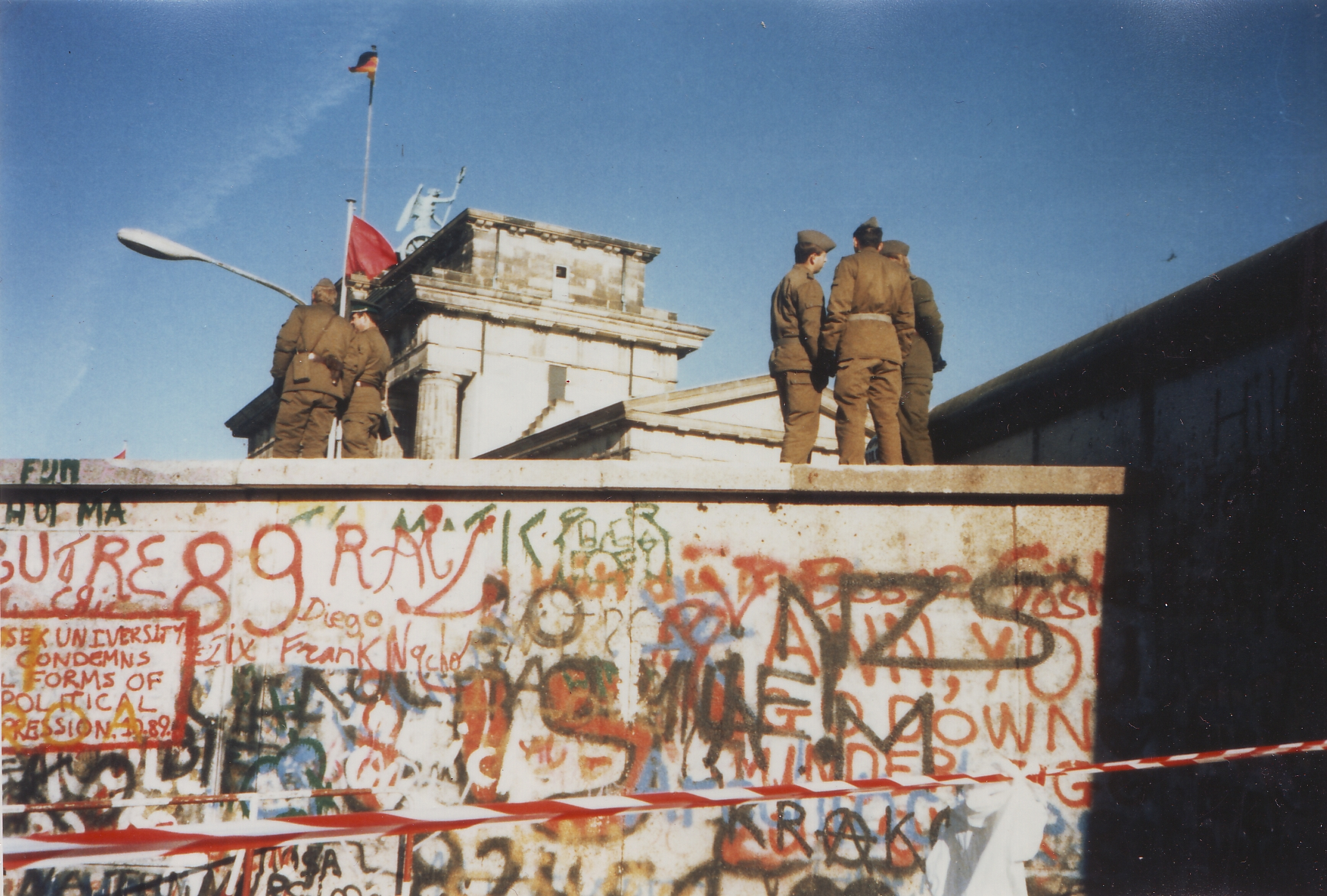
Le mur de Berlin, 1989.

Les États mettent en œuvre différentes mesures de surveillance de la frontière et de restriction des mouvements frontaliers. Ils peuvent le faire de manière intense, on parle alors de frontières fermées, ou non, dans ce cas on parle de frontières ouvertes. Cependant, avec des changements technologiques tels que le transport aérien, la ligne frontière proprement dite n'est plus nécessairement le principal lieu où s'exercent les contrôles.
Depuis la fin de la Seconde Guerre mondiale, les restrictions aux mouvements de marchandises ont eu tendance à diminuer. Les restrictions aux mouvements de populations restent en revanche importantes, ce qui a pu conduire dans certaines régions du monde à l'instauration de barrières, au sens matériel du mot.

### Contrôle militaire

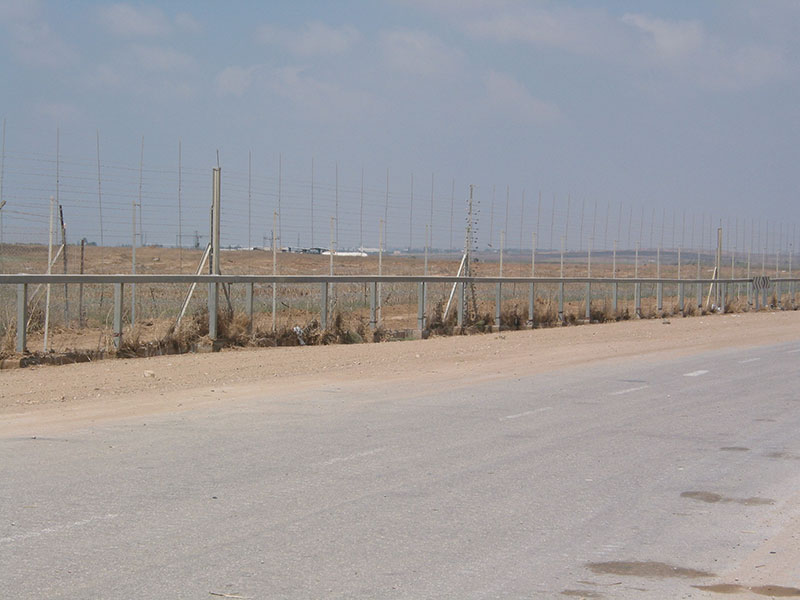
La barrière de Gaza.

Le mot frontière a une origine militaire, il est étymologiquement lié au mot front et désigne au départ un type particulier de limite : la limite fortifiée, protégée.

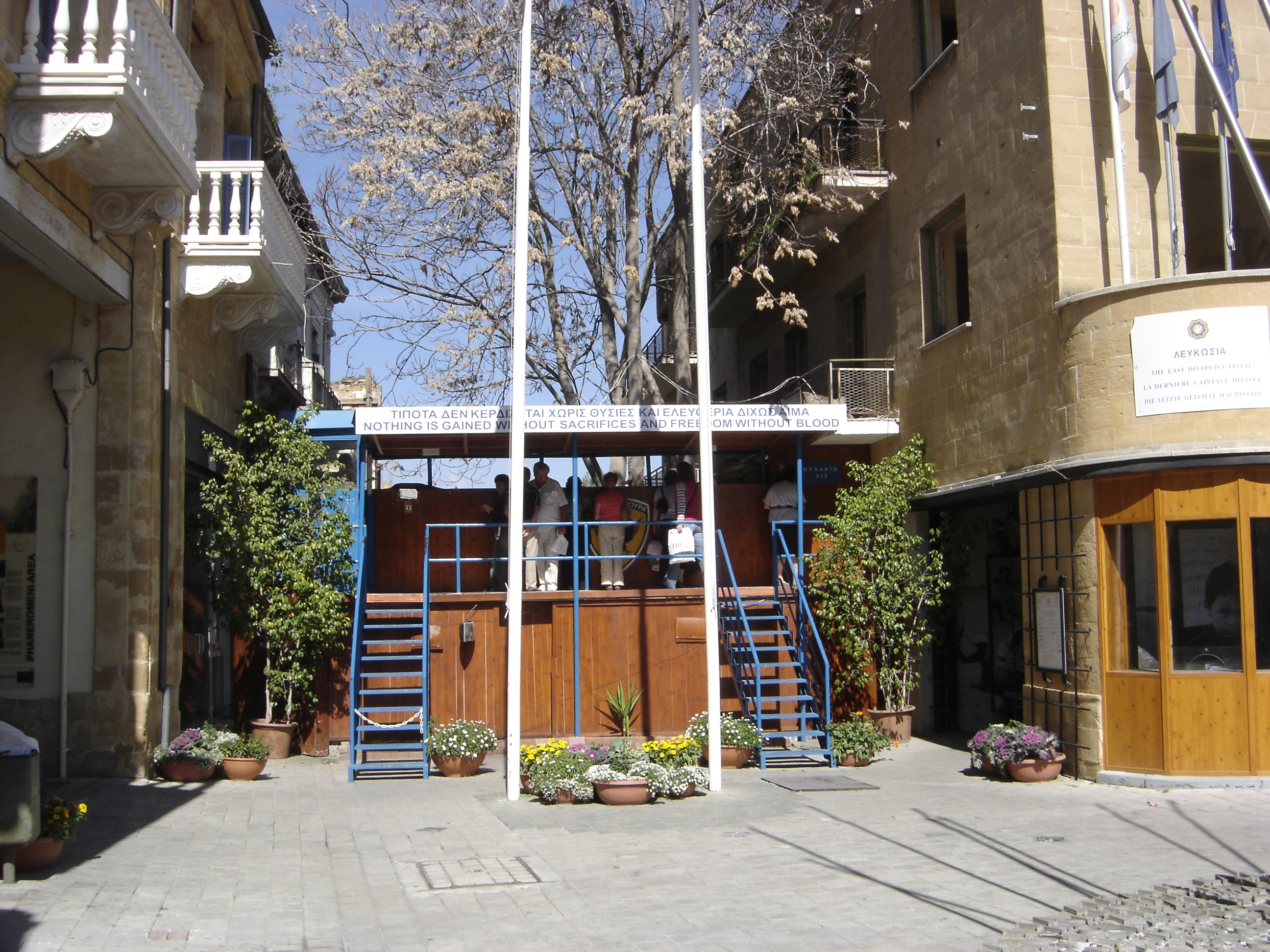
La ligne Attila sur l'île de Chypre, ici rue Ledra à Nicosie. En 2003, ce poste a été détruit pour être remplacé par un poste de contrôle pouvant être franchi.

Les États ont souvent placé d'importantes forces militaires sur les frontières. Un mur peut être créé pour surveiller le passage ou protéger d'éventuelles attaques ; c'était la raison d'être de la Grande Muraille de Chine, et plus récemment en France de la ligne Maginot. Lorsqu'ils ne construisent pas de muraille sur toute la longueur de la frontière, certains États peuvent placer des garnisons importantes le long de la frontière. Au XVIIe siècle, de nombreux forts sont ainsi construits sous l'impulsion de Vauban pour protéger les territoires du roi de France. La présence militaire joue alors parfois un rôle structurant dans ces régions.
Au XXe siècle toutefois, les technologies militaires se sont transformées, les moyens de transport ont gagné en rapidité, les avions et les missiles passent sans encombre les murailles terrestres, la fortification militaire de la frontière dès lors n'est plus un outil primordial de la défense nationale. Dans le contexte de lutte contre le terrorisme, les contrôles individuels à la frontière ont en revanche une grande importance.

### Contrôle des flux de marchandises
- Frontière douanière : c'est la ligne qui délimite le territoire douanier.

Le but du contrôle douanier est de garantir un recensement et une taxation les plus complets possibles. Il ne porte que sur les marchandises. Le territoire douanier d'un pays n'est pas forcément le même que le territoire politique, il peut être plus étendu ou plus petit.
- Taxes/Droits douaniers : taxes prélevées à l'importation des marchandises afin de protéger l'agriculture, l'industrie et le commerce indigène.

### Surveillance des migrations
Le contrôle des migrations a pris ces dernières décennies un rôle considérable. Ce sont parfois les sorties qui sont surveillées. Ce fut le cas en Allemagne de l'Est où le mur de Berlin fut construit pour empêcher l'émigration massive vers l'Ouest.
Le plus souvent toutefois, c'est l'immigration qui est surveillée. Cela peut se faire par des contrôles d'identité à l'intérieur même du territoire national, mais la surveillance de la frontière garde souvent un rôle primordial. D'assez nombreux murs ont été construits ces dernières années, le plus célèbre étant sans doute celui qui sépare le Mexique et les États-Unis.

## Rôle économique des frontières

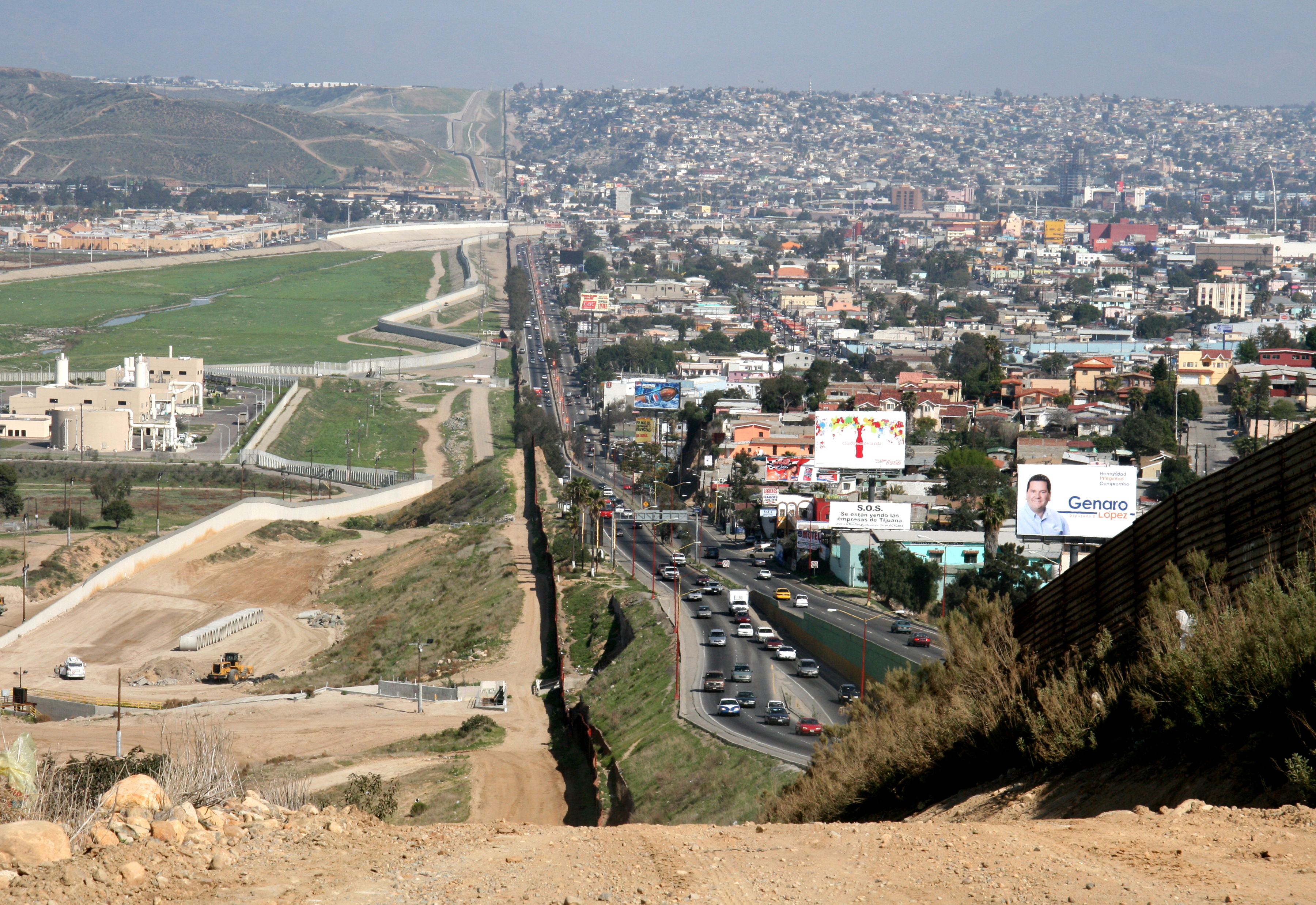
Barrière États-Unis-Mexique à Tijuana.

Les taux d'imposition et les niveaux de développement économiques diffèrent souvent entre les deux côtés de la frontière. Certains acteurs économiques peuvent dès lors tirer profit de l'existence de ces contrastes.
Le cas le plus spectaculaire est sans doute celui de la région située aux abords de la frontière entre les États-Unis et le Mexique. On a assisté au développement de villes jumelles de part et d'autre de la frontière. Côté États-Unis se trouvent les quartiers résidentiels les plus aisés, ce qui permet par exemple aux habitants de bénéficier du système éducatif américain. De l'autre côté de la frontière se trouvent les industries de type maquiladoras qui jouissent d'avantages fiscaux accordés à la région par le gouvernement de Mexico.
Les frontières sont également un lieu privilégié pour le trafic et la contrebande, certains lieux servant de plaque tournante aux commerces illicites les plus divers.
D'un point de vue macroéconomique, la suppression des frontières dans le monde permettrait de doubler le PIB mondial,.

## Conflits et coopérations

### Gestion de l'eau
La question du partage de l'eau est épineuse dans certaines régions frontalières. Les fleuves qui passent sur la frontière peuvent poser différents problèmes, bien que le principe de la liberté de navigation sur les fleuves internationaux ait été énoncé depuis le traité de Vienne en 1815.
L'Iran et l'Irak se sont ainsi fait la guerre (1980-1990) pour la maîtrise du chenal de navigation sur le Chatt-el-Arab (fleuve né du confluent du Tigre et de l'Euphrate).
Mais la principale difficulté réside dans des conflits sur l'utilisation des eaux, en particulier pour l'irrigation et l'approvisionnement des populations. La question de la gestion des nappes phréatiques fait ainsi partie des points d'achoppement dans le conflit israélo-palestinien. Il en est de même des tensions entre la Turquie, la Syrie et l'Irak à propos du partage des eaux de l'Euphrate.

## Situations particulières
Dans certains cas, une frontière peut couper des maisons, des parcelles, des places. C'est le cas au niveau de la frontière États-Unis-Canada, notamment à Derby Line, à la frontière Belgique-Pays Bas, à Baerle, à La Cure ou Saint-Gingolph, à la frontière France-Suisse.

#### Approches généralistes et épistémologiques
- Matthieu Grandpierron, Christophe Réveillard, La Frontière. Espace et limites, Paris, SPM, 2023 (coll. "Géopolitique du XXIe siècle"), 454 p.  (EAN 9782385411275) (Idéal pour questions HGGSP ; Capes-agrégation Histoire-géographie) ; (cartes, tableaux)
- Étienne Balibar, « Qu'est-ce qu'une frontière ? », in E. Balibar (dir.), La crainte des masses. Politique et philosophie avant et après Marx, Paris, Galilée, 1996, p. 371-380.
- (en) J. Anderson, L. O'Dowd, Borders, Border Regions and Territoriality : Contradictory Meanings, Changing Significance, Regional Studies, 1999, vol. 33, no 7, p. 597-604.
- Catherine Coquery-Vidrovitch, éd., Problèmes de frontières dans le Tiers-monde, Paris, Pluriel-débat/L’Harmattan, 1982, 203 p.
- (en) Simon Dalby, « Globalization or Global Apartheid?: Boundaries and Knowledge in Postmodern Times », Geopolitics, 1998, vol. 3, no 1, p. 132-150.
- Christian Descamps, éd., Frontières et limites. Géopolitique, littérature, philosophie, Paris, Centre Pompidou, 1991, coll. « Espace international Philosophie »
- Lucien Febvre, « Frontière : le mot et la notion », Revue de Synthèse historique, Paris, XLV, juin 1928, p. 31-44.
- Lucien Febvre, « Comment se fait et se défait une frontière », in id., Le Rhin. Histoire, mythe et réalités (1935), nouv. éd. par Peter Schöttler, Paris, Perrin, 1997, p. 213-235.

#### Approches historiques
- Des frontières en Afrique du XIIe au XXe siècle, Paris, Unesco-CISH, 2005, 324 p. [unesdoc.unesco.org/images/0013/001398/139816f.pdf PDF en ligne].
- (en) Malcolm Anderson, Frontiers. Territory and State Formation in the Modern World, Cambridge, Polity Press, 1996, 255 p.
- Christiane Arabaret-Schulz, « Histoires de frontières et de villes frontières », Revue Mosella, t. 24, no 1/2, 1999, actes du colloque international L'Europe rhénane et l'Europe centrale-dynamique et mutations, Hommage au Professeur François Reitel, Université de Metz, 11-13 mars 1998, p. 125-132.
- M. Blancpain, La frontière du Nord – de la mer du Nord à la Meuse, 843-1945, Paris, Perrin, 1990, 356 p.
- Colette Dubois, Marc Michel, Pierre Soumille, ed., Frontières plurielles, frontières conflictuelles en Afrique subsaharienne, Paris, L’Harmattan, IHCC, 2000, Actes du colloque « États et frontières en Afrique subsaharienne », Aix-en-Provence, 1999
- Stella Ghervas, François Rosset (dir.), Lieux d'Europe. Mythes et limites, Paris, Éditions de la Maison des sciences de l'homme, 2008.  (ISBN 978-2-7351-1182-4)
- Simon Imbert-Vier, Tracer des frontières à Djibouti. Des territoires et des hommes aux XIXe et XXe siècles, Paris, Karthala, 2011, 479 p.
- (en) Owen Lattimore, Studies in frontier history : collected papers, 1928-1958, La Haye, Mouton et Co, Paris, 1962, 367 p.
- Denis Menjot, Les Villes-frontières. Moyen Âge-Époque moderne, Paris, L’Harmattan, 1996.
- Daniel Nordman, Frontières de France. De l'espace au territoire XVIe-XIXe siècle, Paris, Gallimard, Bibliothèque des histoires, 1998, 651 p.
- J. Nouzille, « Évolution du concept de frontière », in Histoire de frontières : l’Autriche et l’Empire Ottoman. Paris, Berg international, 1991, p. 15-56.
- (en) Peter Sahlins, Boundaries - The making of France and Spain in the Pyrenees, Berkeley, University of California Press, 1989, XXI-351 p.

#### Approches géographiques, ouvrages anciens
- Jacques Ancel, Géographie des frontières, Paris, Gallimard, 1938, XI-210 p.
- Roger Dion, Les frontières de la France, 1947, réed. Brionne, Éditeur G. Montfort, 1979, 112p.
- Frederik Jackson Turner, « The Significance of the Frontier in American History », The Annual Report of the American Historical Association, 1893, p. 199-207, dont une version plus élaborée est reprise dans La frontière dans l’histoire des États-Unis, Paris, PUF, 1963, version anglaise de 1920 en ligne.

#### Approches géographiques, ouvrages généraux récents
- Amilhat-Szary A.-L. et Fourny M.-C. (eds.), 2006, Après les frontières, avec la frontière. Nouvelles dynamiques transfrontalières en Europe, La Tour d’Aigues, Éd. de l’Aube.
- Eiki Berg, Henk Van Houtum (eds), Routing Borders Between Territories, Discourses and Practices, Aldershot, Ashgate, 2003
- Paul Claval, « L'étude des frontières et la géographie des frontières », Cahiers de Géographie du Québec, 1974, vol. 18, no 43, p. 7-22.
- Marie-Christine Fourny-Kober (dir.), Le Rapport à la frontière et la construction d’espaces transfrontaliers, Rapport d’étude pour la Datar, Grenoble, 6 volumes, 2003.
- Paul Guichonnet, Claude Raffestin, Géographie des frontières, Paris, Puf, 1974.
- Georges Labrecque, Les frontières maritimes internationales : essai de classification pour un tour du monde géopolitique, Paris, Montréal, L’Harmattan, 1998 (2e édition 2005), 532 p.
- P. Picouet et J.-P. Renard, Les frontières mondiales, origines et dynamiques, Nantes, Éditions du Temps, 2007, 159 p.
- Christian Pradeau, Jeux et enjeux des frontières, Presses Universitaires de Bordeaux, 1993.
- Jean-Pierre Renard (dir.), Le Géographe et les frontières, Paris, L'Harmattan, 1997.
- Jean-Pierre Renard, « Modèle et frontière », Hommes et terres du Nord, no 2000-3, Lille, Institut de géographie, Faculté des lettres de Lille, 2000, p. 138-147.
- Hélène Velasco-Graciet, Christian Bouquet, éd., Tropisme des frontières, approche pluridisciplinaire, Paris, L’Harmattan, 2006, 290 p. & Regards géopolitiques sur les frontières, Paris, L’Harmattan, 2007, 231 p.

#### Approches géographiques, discontinuités et limites
- Roger Brunet, Les Phénomènes de discontinuités en géographie, Université de Toulouse / Paris, CNRS, coll. « Mémoires et Documents », 1967.
- Christian Bromberger, Alain Morel (dir.), Limites floues, frontières vives : des variations culturelles en France et en Europe, Paris, éditions de la Maison des Sciences de l’Homme, 2000, 386p.
- Roger Brunet, Jean-Christophe François, Claude Grasland, « La discontinuité en géographie : origines et problèmes de recherche », L’Espace Géographique, 1997, no 4.
- Laurent Carroué, Paul Claval, Guy Di Méo, A. Miossec, Jean-Pierre Renard, Laurent Simon, Yvette Veyret, J.-P. Vigneau, 2002, Limites et discontinuités en géographie. Paris, Sedes, 159 p.
- Jean-Christophe Gay, Les Discontinuités spatiales, Paris, Economica « Géo poche », 1995.

#### Approches géographiques, la ville et les frontières
- B. Reitel, P. Zander, J.-L. Piermay, Jean-Pierre Renard. (dir.), 2002, Villes et frontières. Paris, Economica-Anthropos, « villes », 275p.
- Joël Kotek (dir.), L'Europe et ses villes-frontières, Bruxelles, éd. Complexe, 1996.

#### Approches géographiques, étude de cas régionaux
- Karine Bennafla, Le commerce frontalier en Afrique centrale. Acteurs, espaces, pratiques, Paris, Karthala, coll. « Les Afriques », 2002
- Karine Bennafla, « Les frontières africaines : nouvelles significations, nouveaux enjeux », Bulletin de l’Association des Géographes Français, 2002, no 2, 79e année, p. 134-146.
- Michel Bruneau, « La notion de frontière et sa signification dans la Péninsule Indochinoise », Moussons, 2001, no 3, p. 33-55.
- V. Clément, De la marche frontière aux pays de bois, forêts, sociétés paysannes et territoires en Vieille-Castille, Madrid, Casa de Velázquez, 2002, 374p.
- Arnaud Cuisinier-Raynal, « La frontière au Pérou entre fronts et synapses », L'Espace Géographique, 2001, no 3, p. 213-229
- S. Daveau, Les Régions frontalières de la montagne jurassienne, thèse, Paris, 1956, 3 vol. (199, 165 & 187 p.).
- Henri Dorion, La frontière Québec - Terre-Neuve. Contribution à l'étude systématique des frontières, Québec, Presses de l'Université Laval, Travaux et documents du centre d'Études nordiques, 1963, 316 p.
- H. Dörrenbacher, Peter, Wolfgang Brücher, « Espace transfrontalier et culture mixte : l'exemple sarro-lorrain », Géographie et cultures, 2000, no 36, p. 57-70
- N. Girard d’Albissin, Genèse de la frontière franco-belge, variation des limites septentrionales de la France de 1659 à 1789, Paris, Picard, 1970, 434 p.
- H. Goetschy et A.-L. Sanguin, Langues régionales et relations transfrontalières en Europe, Paris, L’Harmattan, 1995, 318p.
- Claude Grasland, « L’Analyse des discontinuités territoriales : l’exemple de la structure par âge des régions européennes vers 1980 », in L’Espace géographique, no 4, 1997, p. 309-326.
- F. Lentacker, La frontière franco-belge, étude géographique des effets d’une frontière internationale sur la vie des relations, Lille, Imprimerie Morel et Corduant, 1974, 447 p.
- Jean-Pierre Renard, « L’Avesnois-Thiérache, un système régional frontalier ? », Hommes et terres du Nord, no 4, Lille, Institut de géographie, Faculté des lettres de Lille, 1983, no 4, spécial Avesnois-Thiérache, pp 43–46.
- Jean-Pierre Renard, « Frontière et recomposition territoriale », Hommes et terres du Nord no 2-3, Lille, Institut de géographie, Faculté des lettres de Lille, 1994, p. 61-70.
- Jean-Pierre Renard, « L’Aménagement du territoire en France et les frontières », Hommes et terres du Nord, no 2-3, Lille, Institut de géographie, Faculté des lettres de Lille, 1994, p. 96-102.
- R. Sevrin, « L’entre-Sambre-et-Meuse, une région frontalière à vocations multiples », Hommes et terres du Nord, no 4, Lille, Institut de géographie, Faculté des lettres de Lille, 1983, n° spécial Avesnois-Thiérache, p. 20-24.

#### Frontières et géographie sociale
- Fabien Guillot, Les asymétries frontalières. Essai de géographie sociale et politique sur les pratiques sociales et rapports sociaux (thèse), Université de Caen Basse-Normandie, 2009, 497 p..
- Brigitte Moulin (dir.), La Ville et ses frontières. De la ségrégation sociale à l'ethnicisation des rapports sociaux, Parois, Karthala, 2001.
- Christopher Pollmann, 1999, « La Frontière : horizon indépassable de l’humanité ou pouvoir objectivé ? », Revue de droit public, 2, 1999, p. 481-499.

#### Approches géopolitiques
- J. Anderson, L. O'Dowd, « Ethno-national Conflict, Globalisation and the Irish Border », Regional Studies, 1999, vol. 33, no 7, p. 681-696
- Michel Bassand, Jean-Philippe Leresche et Guy Saez, Gouvernance métropolitaine et transfrontalière. Actions publiques territoriales, Paris, L'Harmattan, « Logiques politiques », 1997.
- Thibaut Delort Laval, « Frontières d'État, rêve des nations », Défense nationale, 1991, 51e année, no 9, p. 117-124.
- Michel Foucher, Fronts et frontières. Un tour du monde géopolitique, Paris, Fayard, 1989, 1991, 690 p.
- Michel Foucher, La République européenne, Paris, Belin, 2000.
- Jean Gottmann, La Politique des États et leur géographie, Paris, A. Colin, 1952.
- Matthieu Grandpierron, Christophe Réveillard, La Frontière. Espace et limites, Paris, SPM, 2023 (coll. "Géopolitique du XXIe siècle"), 454 p.  (EAN 9782385411275) (Idéal pour questions HGGSP ; Capes-agrégation Histoire-géographie).
- Olivier Zajec (collab. Jean-Philippe Antoni), Frontières : des confins d'autrefois aux murs d'aujourd'hui, Paris, Chronique, 2017, 184 p.
- Mathieu Grandpierron (dir.) et Christophe Réveillard (dir.), La frontière : espace et limite, Paris, SPM, 2023, 454 p.  (ISBN 978-2-38541-127-5).

#### Approche juridiques, questions générales
- Daniel Bardonnet, « Frontières terrestres et frontières maritimes », Annuaire français de droit international, vol. 35, 1989, p. 1-64.
- Maïté Lafourcade, La Frontière des origines à nos jours, Bordeaux, Presses Universitaires de Bordeaux, 1998.
- Philippe Pondaven, Les lacs-frontière, Paris, Pedone, 1972.
- François Schröter, « Les systèmes de délimitation dans les fleuves internationaux », Annuaire français de droit international, vol. 38, 1992, p. 948-982.
- François Schröter, « La délimitation des lacs internationaux : essai d'une typologie », Annuaire français de droit international, vol. 40, 1994, p. 910-929.

#### Approches juridiques, étude de cas nationaux
- François Schröter, Les frontières de la Suisse : questions choisies, Zurich, Schulthess / Paris, LGDJ / Bruxelles, Bruylant, 2007, 663 p.
- Charles Rousseau, « Les frontières de la France », Revue générale de droit international public, vol. 58, 1954, 23-52, p. 208-229 et p. 345-374.

#### Approches littéraires
- Régis Debray, Éloge des frontières, Gallimard, 2010
- Olivier Weber, Frontières, Paulsen, 2016

#### Frontières en anthropologie
- (en) Fredrik Barth, dir., Ethnic Groups and Boundaries : the social organization of culture difference, Oslo, 1969, 153 p. Introduction traduite dans Philippe Poutignat et Jocelyne Streiff‑Fenart (préf. Jean-William Lapierre), Théories de l'ethnicité, Paris, Presses universitaires de France, coll. « Georges Balandier », 1995 (réimpr. 1999 et 2005) (1re éd. 1995), 270 p. (ISBN 978-2-13-046627-7)
- (en) Igor Kopytoff (dir.), The African Frontier : the Reproduction of Traditional African Society, Bloomington, Indiana University Press, 1987, 288 p.

#### Diaporamas et photographies
- Jean-Pierre Renard, Patrick Picouët, « Frontières et territoires », La Documentation photographique, La Documentation française no 7013, 1993.
- D. Paris, Jean-Pierre Renard, « Nord et Est : frontières ouvertes », La Documentation photographique, Aubervilliers, La Documentation Française, no 7007, oct. 1991, 42 p + 19 fiches.